# Anomaloglossus parimae
Anomaloglossus parimae es una especie de anfibio anuro de la familia Aromobatidae.

## Distribución geográfica
Esta especie es endémica de Cerro Delgado Chalbaud en Serranía Parima en el estado de Amazonas en Venezuela. Habita a 670 m de altitud.

## Etimología
Su nombre de especie le fue dado en referencia al lugar de su descubrimiento, la Serranía Parima.

## Publicación original
- La Marca, 1997 "1996" : Ranas del género Colostethus (Amphibia: Anura:Dendrobatidae) de la Guayana Venezolana con la descripción de siete especies nuevas. Publicaciones de la Asociación de Amigos de Doñana, n.º 9, p. 1-64.[5]